# Zaječice (powiat Chrudim)
Zaječice – gmina w Czechach, w powiecie Chrudim, w kraju pardubickim.
1 stycznia 2017 gminę zamieszkiwało 1078 osób, a ich średni wiek wynosił 42,1 roku.